# Санти (Небраска)
Санти (енгл. Santee) град је у америчкој савезној држави Небраска.

## Демографија
По попису из 2010. године број становника је 346, што је 44 (14,6%) становника више него 2000. године.
| Група             | 2000.     | 2010.     |
| Белци             | 22 (7,3%) | 9 (2,6%)  |
| Афроамериканци    | 0 (0,0%)  | 0 (0,0%)  |
| Азијати           | 0 (0,0%)  | 0 (0,0%)  |
| Хиспаноамериканци | 3 (1,0%)  | 26 (7,5%) |
| Укупно            | 302       | 346       |